# Giuseppe Carraro
Giuseppe Carraro (Mira, 26 giugno 1899 – Verona, 30 dicembre 1980) è stato un vescovo cattolico italiano.

## Biografia
Monsignor Giuseppe Carraro nacque a Mira Porte, che allora apparteneva al territorio della diocesi di Treviso, il 26 giugno 1899 da Sebastiano Carraro (7 luglio 1854 - 9 gennaio 1956) e Clotilde Pizzati (19 settembre 1866 - 4 novembre 1948). Fu battezzato con il nome di Giovanni Giuseppe Moisè. In famiglia lo chiamavo "Beppino". I suoi fratelli erano: Emilio (21 settembre 1898 - 5 gennaio 1966), Margherita (1901 - ?), Attilio (1910-1974), Sergio (? - 1958) e Lisetta.

### Formazione e ministero sacerdotale
Nel 1910, quando era in quinta elementare, il curato don Eugenio Dorigon suggerì ai suoi genitori di mandarlo a studiare in seminario. Nonostante le difficoltà economiche della famiglia, nell'ottobre del 1910 iniziò gli studi al seminario vescovile di Treviso. Durante la prima guerra mondiale fu coscritto il 17 giugno 1917 e rimase sotto le armi fino al 13 aprile 1920. Riprese quindi gli studi.
Il 31 marzo 1923 fu ordinato presbitero per la diocesi di Treviso da monsignor Andrea Giacinto Longhin. Da Longhin aveva ricevuto anche la sua prima comunione, la confermazione, la tonsura e tutti gli ordini sacri. Fu quindi inviato come aiuto parroco a Castelminio di Resana. Allo stesso tempo proseguì gli studi all'Università degli Studi di Padova e conseguì la laurea in scienze naturali. Conobbe Elia Dalla Costa, futuro cardinale e venerabile. Dall'anno scolastico 1928 in poi insegnò varie materie - lettere, scienze, matematica - nel seminario vescovile di Treviso. Nel 1938 venne nominato direttore spirituale dei seminaristi. Nel 1944 venne promosso a rettore del seminario. Succedette a monsignor Vittorio D'Alessi. Lavorò per assicurare che i seminaristi crescessero dal punto di vista sia culturale sia spirituale. Dovette occuparsi anche della ristrutturazione delle sedi del seminario, gravemente danneggiate dai bombardamenti bellici. Fu sempre all'altezza della situazione in entrambi i campi: quello educativo, per il quale elaborò un nuovo regolamento che ebbe positiva accoglienza anche oltre i confini della diocesi, e quello organizzativo che fece di lui il vero artefice della ricostruzione, portata sollecitamente a termine con criteri adatti ai tempi.

### Ministero episcopale
Il 29 settembre 1952 papa Pio XII lo nominò vescovo ausiliare di Treviso e titolare di Usula. Ricevette l'ordinazione episcopale il 1º novembre 1952 dal vescovo di Treviso Antonio Mantiero, co-consacranti il vescovo di Padova Girolamo Bartolomeo Bortignon e quello di Feltre e Belluno Gioacchino Muccin. Venne quindi nominato vicario generale della diocesi. Alla morte di monsignor Mantiero il capitolo della cattedrale lo elesse vicario capitolare.
Il 12 aprile 1956 papa Pio XII lo nominò vescovo di Vittorio Veneto. Prese possesso della diocesi il 9 giugno successivo. Come motto episcopale scelse l'espressione "Vince in bono". Il 16 gennaio 1958, il giorno dopo la morte di monsignor Egidio Negrin, il papa lo nominò amministratore apostolico di Treviso.
Il 15 dicembre 1958 papa Giovanni XXIII lo nominò vescovo di Verona. Prese possesso della diocesi all'inizio del nuovo anno. Partecipò a tutte le sessioni del Concilio Vaticano II, alla I assemblea generale ordinaria del Sinodo dei vescovi che ebbe luogo nella Città del Vaticano dal 29 settembre al 29 ottobre 1967 sul tema "La preservazione e il rafforzamento della fede cattolica, la sua integrità, il suo vigore, il suo sviluppo, la sua coerenza dottrinale e storica" e alla III assemblea generale ordinaria del Sinodo dei vescovi che ebbe luogo nella Città del Vaticano dal 27 settembre al 26 ottobre 1974 sul tema "L'evangelizzazione nel mondo moderno".
Il 15 maggio 1978 papa Paolo VI accettò la sua rinuncia al governo pastorale della diocesi per raggiunti limiti di età. Il 25 giugno 1978 fu presente alla presa di possesso del suo successore, monsignor Giuseppe Amari. Si ritirò sulla collina di San Fidenzio.
Morì a Verona il 30 dicembre 1980 all'età di 81 anni. Il cardinale Marco Cé ai suoi funerali disse: "Abbiamo perso un fratello, pieno di saggezza spirituale ed esperienza pastorale, ma ci è stato dato un intercessore in paradiso". È sepolto nel duomo di Verona.

## Processo di beatificazione
Era considerato un uomo di santità e questo permise di avviare la sua causa di beatificazione nel 2005. In quel momento ricevette il titolo di servo di Dio. Dopo che papa Francesco nel 2015 confermò le sue virtù eroiche ottenne il titolo di venerabile.
L'introduzione della sua causa di beatificazione si svolse a livello locale il 30 dicembre 2005, nonostante il fatto che la Congregazione delle cause dei santi non abbia approvato la causa fino al 5 giugno 2006 con la concessione del "nihil obstat" per l'introduzione formale. Il processo si concluse il 18 ottobre 2008 e la Congregazione delle cause dei santi convalidò il processo il 26 febbraio 2010. La positio - la documentazione sulla sua vita di virtù eroiche - fu presentata a Roma nel 2012 per la valutazione.
Nel pomeriggio del 16 luglio 2015 papa Francesco ricevette in udienza privata il cardinale Angelo Amato, prefetto della Congregazione delle cause dei santi, e lo autorizzò a promulgare il decreto riguardante le virtù eroiche del servo di Dio Giuseppe Carraro.

## Accuse di abusi sessuali
Monsignor Carraro è stato implicato nello scandalo degli abusi sessuali perpetrati contro gli studenti sordomuti dell'Istituto Provolo. Furono mosse una serie di accuse contro Carraro stesso. Questo indusse le autorità ecclesiastiche a sospendere la sua causa di beatificazione intorno al 2010, in attesa dei risultati dell'indagine. La causa riprese nel 2012, dopo che un'indagine canonica assolse monsignor Carraro da tutte le accuse, nonostante le discrepanze ancora rimaste rispetto alle azioni del vescovo defunto.
Monsignor Carraro fu accusato di abusi sessuali compiuti ai danni dei bambini sordomuti dell'Istituto Provolo. Gianni Bisoli (nato nel 1949) accusò monsignor Carraro di averlo molestato in cinque diverse occasioni mentre era all'istituto dai nove ai quindici anni. Bisoli accusò Carraro di aver tentato una volta di sodomizzarlo con una banana. Un'indagine diocesana assolse il vescovo da tutte le accuse nonostante non siano state ascoltate le presunte vittime e limitando le testimonianze a poche persone selezionate.
Monsignor Giuseppe Zenti, vescovo di Verona, accusò quegli ex studenti di aver inventato le loro affermazioni su un giornale di sinistra e le classificò come "nient'altro che bugie e una trovata economica".

## Genealogia episcopale e successione apostolica
La genealogia episcopale è:
- Cardinale Scipione Rebiba
- Cardinale Giulio Antonio Santori
- Cardinale Girolamo Bernerio, O.P.
- Arcivescovo Galeazzo Sanvitale
- Cardinale Ludovico Ludovisi
- Cardinale Luigi Caetani
- Cardinale Ulderico Carpegna
- Cardinale Paluzzo Paluzzi Altieri degli Albertoni
- Papa Benedetto XIII
- Papa Benedetto XIV
- Papa Clemente XIII
- Cardinale Marcantonio Colonna
- Cardinale Giacinto Sigismondo Gerdil, B.
- Cardinale Giulio Maria della Somaglia
- Cardinale Carlo Odescalchi, S.I.
- Cardinale Costantino Patrizi Naro
- Cardinale Lucido Maria Parocchi
- Cardinale Agostino Gaetano Riboldi
- Vescovo Francesco Ciceri
- Vescovo Ferdinando Rodolfi
- Vescovo Antonio Mantiero
- Vescovo Giuseppe Carraro

La successione apostolica è:
- Arcivescovo Giuseppe Lenotti (1960)
- Arcivescovo Luigi Bellotti (1964)
- Vescovo Maffeo Giovanni Ducoli (1967)
- Vescovo Aldo Gobbi (1967)
- Vescovo Sennen Corrà (1976)
- Vescovo Lorenzo Bellomi (1977)